# Werner Schuler
Werner Schuler (Asunción, 27 de julio de 1990) es un exfutbolista paraguayo-peruano que también posee la ciudadanía suiza. Jugaba de defensa.

## Biografía
Nació en Asunción, Paraguay el 27 de julio de 1990, es hijo del empresario peruano Werner Schuller Schutz cuya familia proviene de la zona selvática del departamento de Pasco, más precisamente de la ciudad de Villa Rica, colonia de inmigrantes rurales austriacos, alemanes y suizo-alemanes que poblaron esa zona desde el siglo XIX. Su familia emigró a Paraguay durante la época del terrorismo. Su padre fue Presidente del Directorio de Media Networks Latin America durante muchos años y hoy dirige la cadena de televisión Gol Perú. Werner estudió en el Colegio de la Inmaculada del que egresó en 2007.

## Trayectoria
Schuler jugó en el equipo juvenil del Club de Regatas Lima desde 2005 hasta enero de 2008 cuando se incorporó a los juveniles del Club Esther Grande de Bentín, para luego ir al América Cochahuayco. A inicios de 2009 llegó a Sport Boys y su debut en la primera división se produjo el 8 de mayo de 2010 en un encuentro la Universidad de San Martín de Porres. En agosto de ese mismo año fue contratado por Universitario de Deportes.
Formó parte del equipo de Universitario de Deportes sub-20 que conquistó la Copa Libertadores Sub-20 de 2011 realizada en el Perú. En el año 2015 salió campeón con el F. B. C. Melgar de la mano Juan Reynoso. Werner tuvo buenas actuaciones alternando en la plantilla arequipeña, que obtuvo el campeonato tras ganarle a Sporting Cristal en la final. Volvió en 2017 a Universitario de Deportes donde hizo un buen campeonato anotando un gol ante la Universidad Técnica de Cajamarca.
Luego fue parte del plantel que logró salvar el descenso en 2018 donde anotó 2 goles claves. Luego de un 2019 regular donde no tuvo muchos minutos, al final de temporada fue cedido por todo el año 2020 a la Universidad de San Martín donde tuvo una buena campaña anotando 3 goles en 22 partidos. Al final de la temporada regresó a Universitario de Deportes, ya que tenía contrato por todo el 2021 pero al no ser tomado en cuenta por el comando técnico fue cedido nuevamente a la Universidad de San Martín.

## Selección nacional
Ha sido internacional con la selección de fútbol del Perú en 1 ocasión. Su debut se produjo el 14 de noviembre de 2012 en un encuentro amistoso ante la selección de Honduras que finalizó con marcador de 0-0.

## Estadísticas

### Clubes
| Club                              | Temporada           | Liga | Liga | Copas Nacionales * | Copas Nacionales * | Copas Internacionales ** | Copas Internacionales ** | Total | Total |
| Club                              | Temporada           | PJ   | G    | PJ                 | G                  | PJ                       | G                        | PJ    | G     |
| --------------------------------- | ------------------- | ---- | ---- | ------------------ | ------------------ | ------------------------ | ------------------------ | ----- | ----- |
| Universitario de Deportes · Perú  | 2008                | 0    | 0    | 0                  | 0                  | 0                        | 0                        | 0     | 0     |
| Universitario de Deportes · Perú  | Total               | 0    | 0    | 0                  | 0                  | 0                        | 0                        | 0     | 0     |
| Sport Boys · Perú                 | 2009                | 0    | 0    | 0                  | 0                  | 0                        | 0                        | 0     | 0     |
| Sport Boys · Perú                 | 2010                | 8    | 0    | 0                  | 0                  | 0                        | 0                        | 8     | 0     |
| Sport Boys · Perú                 | Total               | 8    | 0    | 0                  | 0                  | 0                        | 0                        | 8     | 0     |
| Universitario de Deportes · Perú  | 2011                | 3    | 0    | 1                  | 0                  | 0                        | 0                        | 4     | 0     |
| Universitario de Deportes · Perú  | 2012                | 22   | 0    | 0                  | 0                  | 0                        | 0                        | 22    | 0     |
| Universitario de Deportes · Perú  | 2013                | 9    | 0    | 0                  | 0                  | 0                        | 0                        | 9     | 0     |
| Universitario de Deportes · Perú  | 2014                | 13   | 0    | 9                  | 1                  | 1                        | 0                        | 23    | 1     |
| Universitario de Deportes · Perú  | Total               | 47   | 0    | 10                 | 1                  | 1                        | 0                        | 58    | 1     |
| F. B. C. Melgar · Perú            | 2015                | 8    | 0    | 4                  | 0                  | 0                        | 0                        | 12    | 0     |
| F. B. C. Melgar · Perú            | 2016                | 22   | 0    | 0                  | 0                  | 2                        | 0                        | 24    | 0     |
| F. B. C. Melgar · Perú            | Total               | 30   | 0    | 4                  | 0                  | 2                        | 0                        | 36    | 0     |
| Universitario de Deportes · Perú  | 2017                | 20   | 1    | 0                  | 0                  | 0                        | 0                        | 20    | 1     |
| Universitario de Deportes · Perú  | 2018                | 28   | 3    | 0                  | 0                  | 2                        | 0                        | 30    | 3     |
| Universitario de Deportes · Perú  | 2019                | 4    | 0    | 2                  | 0                  | 0                        | 0                        | 6     | 0     |
| Universitario de Deportes · Perú  | Total               | 52   | 4    | 2                  | 0                  | 2                        | 0                        | 56    | 4     |
| Universidad de San Martín · Perú  | 2020                | 22   | 3    | 0                  | 0                  | 0                        | 0                        | 22    | 3     |
| Universidad de San Martín · Perú  | 2021                | 24   | 0    | 1                  | 0                  | 0                        | 0                        | 25    | 0     |
| Universidad de San Martín · Perú  | Total               | 46   | 3    | 1                  | 0                  | 0                        | 0                        | 47    | 3     |
| Univ. Técnica de Cajamarca · Perú | 2022                | 34   | 0    | 0                  | 0                  | 0                        | 0                        | 34    | 0     |
| Univ. Técnica de Cajamarca · Perú | Total               | 34   | 0    | 0                  | 0                  | 0                        | 0                        | 34    | 0     |
| Sport Boys · Perú                 | 2023                | 17   | 1    | 0                  | 0                  | 0                        | 0                        | 17    | 1     |
| Sport Boys · Perú                 | 2024                | 2    | 0    | 0                  | 0                  | 0                        | 0                        | 2     | 0     |
| Sport Boys · Perú                 | Total               | 19   | 1    | 0                  | 0                  | 0                        | 0                        | 19    | 1     |
| Total en su carrera               | Total en su carrera | 236  | 8    | 17                 | 1                  | 5                        | 0                        | 258   | 9     |

- (*) Torneo del Inca y Copa Bicentenario.
- (**) Copa Libertadores de América.

### Selección nacional
| \| Fecha \| Ciudad \| Local \| Resultado \| Visitante \| Competencia \| Goles \| \| ---------- \| ------- \| ---------- \| --------- \| --------- \| ----------- \| ----- \| \| 14-11-2012 \| Houston \| Honduras \| 0:0 \| Perú \| Amistoso \| 0 \| \| Total \| \| Presencias \| 1 \| \| Goles \| 0 \| |         |            |           |           |             |       |
| Fecha | Ciudad  | Local      | Resultado | Visitante | Competencia | Goles |
| 14-11-2012 | Houston | Honduras   | 0:0       | Perú      | Amistoso    | 0     |
| Total |         | Presencias | 1         |           | Goles       | 0     |

### Resumen estadístico
| Competición           | Encuentros | Goles | Promedio |
| --------------------- | ---------- | ----- | -------- |
| Liga                  | 236        | 8     | 0,03     |
| Copas nacionales      | 17         | 1     | 0,06     |
| Copas internacionales | 5          | 0     | 0        |
| Selección del Perú    | 1          | 0     | 0        |
| Total                 | 259        | 9     | 0,03     |

## Palmarés

### Títulos nacionales
| Título                    | Club                      | País | Año     |
| ------------------------- | ------------------------- | ---- | ------- |
| Primera División del Perú | Universitario de Deportes | Perú | 2013    |
| Torneo de Reservas        | F. B. C. Melgar           | Perú | 2015-II |
| Torneo Clausura           | F. B. C. Melgar           | Perú | 2015    |
| Primera División del Perú | F. B. C. Melgar           | Perú | 2015    |

### Títulos internacionales
| Título                   | Club                      | País | Año  |
| ------------------------ | ------------------------- | ---- | ---- |
| Copa Libertadores Sub-20 | Universitario de Deportes | Perú | 2011 |